# Núi Bạch Vân (Quảng Châu)
Núi Bạch Vân (白云山, Hán Việt: Bạch Vân sơn) hay Khu danh thắng phong cảnh núi Bạch Vân (tiếng Trung: 白云山风景名胜区, Hán Việt: Bạch Vân phong cảnh danh thắng khu, gọi là "Dương Thành đệ nhất tú" (đẹp nhất Dương Thành)"羊城第一秀"，là một dày núi nằm ở phía bắc thành phố Quảng Châu, Quảng Châu, Cộng hòa Nhân dân Trung Hoa, là khu phong cảnh nổi tiếng của thành phố Quảng Châu. Dãy núi này do 30 ngọn tạo thành, từ bắc đến nam dài 9,7 km, đông-tây dài 4,5 km, tổng diện tích 28 km2. Ngọn núi chính là ngọn núi Ma Tinh nằm ở giữa với độ cao so với mực nước biển 372,8 m.